# Isaac Portillo
Isaac Antonio „Clavo” Portillo Molina (ur. 8 listopada 1994 w Apopie) – salwadorski piłkarz występujący na pozycji defensywnego pomocnika, reprezentant Salwadoru, od 2014 roku zawodnik Alianzy.
Jego ojciec Marcos Portillo oraz brat José Isaac Portillo również są piłkarzami.